# Madonna del Carmelo (Moretto)
La Madonna del Carmelo è un dipinto a tempera su tela (272x298 cm) del Moretto, databile al 1522 circa e conservato alle Gallerie dell'Accademia di Venezia.
La tela, arrivata alle Gallerie come scambio per due dipinti inviati al Tempio Canoviano di Possagno, è una delle maggiori opere del periodo giovanile dell'autore, ormai prossimo alla maturità artistica che verrà raggiunta entro pochissimi anni. Non è nota la destinazione iniziale del dipinto, noto alla storiografia solamente dall'Ottocento, ma è probabile che si trovasse all'altare della Confraternita della Madonna del Carmelo nella chiesa di Santa Maria del Carmine a Brescia.

## Storia
Non è nota la destinazione originaria del dipinto, che si rileva per la prima volta nelle fonti storiche nel 1820, quando viene acquistato a Roma da Antonio Canova presso la famiglia Ottoboni assieme alle due tele dello stendardo della Madonna della Misericordia. Il Canova, in una lettera poco successiva dove descrive l'acquisto, attribuisce le tre opere al Pordenone e le dice provenienti da Pissincana, vicino a Pordenone. Non è inverosimile, comunque, che la tela appartenesse in origine alla Confraternita della Madonna del Carmelo attiva a Brescia sin dal 1453 nella chiesa di Santa Maria del Carmine. Bernardino Faino, nella sua guida del 1630, all'altare della chiesa gestito dalla confraternita vede una "tela grande", "cosa di gran studio di mano del Moretto", che potrebbe essere l'opera in questione. Alla morte del Canova i dipinti passano, per eredità, al fratellastro Giovanni Battista Sartori, il quale colloca nel Tempio Canoviano a Possagno le due facce dello stendardo e chiede invece alle Gallerie dell'Accademia di Venezia di poter scambiare la Madonna del Carmelo con altri dipinti più adatti ad essere collocati sugli altari del tempio, forse a causa della sua conformazione troppo squadrata. Lo scambio viene accettato e nel 1827 le Gallerie inviano, in cambio del dipinto del Moretto, due tele di Jacopo Palma il Giovane, il Cristo nell'orto e la Madonna in gloria con santi, ancora presenti. La Madonna del Carmelo approda quindi a Venezia, dove si trova tuttora.
L'attribuzione al Pordenone, sia per questo dipinto, sia per lo stendardo, rimane invariata in tutti gli studi e i cataloghi ottocenteschi, almeno fino al 1909, quando Claudio Gamba osserva per primo le vicinanze allo stile del Moretto. Seguiranno a ruota i commenti di altri critici, anche riguardo all'attribuzione dello stendardo. È infine Giuseppe Fiocco, nel 1921, a dare un giudizio definitivo alle tre tele, ascrivendole tutte alla mano del pittore bresciano. Altri studi successivi seguiranno la medesima linea, tentando soprattutto di collocare cronologicamente l'opera all'interno della dispersa e contraddittoria produzione giovanile dell'autore.

## Descrizione
Il dipinto, impostato prevalentemente su colorazioni scure con alcuni inserti di bianco, raffigura la Beata Vergine Maria del Monte Carmelo in atteggiamento accogliente e, nello stesso momento, imponente, con un largo mantello nero sollevato da quattro angeli che occupa l'intera larghezza della tela. Anche la veste della Madonna è nera, con una fascia marrone stretta in vita e un velo bianco attorno alla testa, entrambi mossi da un vento proveniente da sinistra. Ai suoi piedi, appoggiati sulle nuvole, sono disposte quindici figure ad andamento triangolare rovesciato, accrescendo così l'imponenza della Madonna al centro. Le due figure più in alto, vestite di bianco, sono Angelo da Gerusalemme a destra, con un giglio bianco fra le mani, e san Simone Stock a sinistra. Più incerta, invece, è l'identificazione degli altri personaggi in contemplazione, fra i quali figura anche un bambino: si tratta probabilmente di membri della ipotetica confraternita che avrebbe potuto commissionare il dipinto, oppure i componenti della famiglia committente. Sullo sfondo si vede solo cielo blu rigato da nuvole scure, mentre in basso al centro è posto un cartiglio rettangolare con l'iscrizione dedicatoria.

## Stile
La tela è da ascrivere all'ultima fase della produzione giovanile dell'autore ed è una delle migliori opere di questo primo periodo, assieme allo stendardo delle Sante Croci. Longhi, nel 1926, lo indica come "un'ottima passerella per il transito da quelle cose nettamente veneziane e romaninesche (in riferimento agli influssi di partenza del Moretto, provenienti dall'arte del Romanino) alle altre, venete ad un tempo e bresciane, della maturità", mentre Camillo Boselli, nel 1954, dice che, se nelle opere precedenti "parla ancora con alfabeto altrui, qui comincia a parlare un linguaggio proprio". Infatti, se si considera esatta la datazione al 1522 circa, oggi ampiamente accettata dalla critica, la tela si colloca immediatamente prima alle grandi commissioni che renderanno celebre il Moretto, quali la decorazione della cappella del Santissimo Sacramento nella chiesa di San Giovanni Evangelista a Brescia e l'Assunzione della Vergine del Duomo vecchio, inaugurando l'ingresso al capitolo più importante e prolifico della sua carriera artistica.